# E. Annie Proulx
Edna Annie Proulx (Norwich, Connecticut, 22. kolovoza 1935.), američka spisateljica
Dobitnica više nagrada, Pulitzera 1994. godine za "Sjene iz dubine", Faulknerove (za "Razglednice") i O'Henryjeve nagrade (dvaput, za "Planinu Brokeback" i The mud below).

## Djela
- Sweet and Hard Cider: Making It, Using It and Enjoying It (1984.), ISBN 0882663526
- Heartsongs and Other Stories (1988.), ISBN 0684187175 (reprint ISBN 0020360754)
- "Razglednice" (Postcards - 1992.), ISBN 0684833689
- "Sjene iz dubine" (The Shipping News - 1993.), ISBN 068485791X
- Accordion Crimes (1996.), ISBN 0684195488
- Close Range: Wyoming Stories (2000.), ISBN 0684852225
- That Old Ace in the Hole (2002.), ISBN 0684813076
- Bad Dirt: Wyoming Stories 2 (2004.), ISBN 0743257995

## Filmovi prema njenim djelima
- "Sjene iz dubine" prilagodio je redatelj Lasse Hallstrom 2001. godine, Kevin Spacey igra glavnu ulogu.
- Planina Brokeback, redatelja Ang Leeja s Heathom Ledgerom i Jakeom Gyllenhaalom, prema istoimenoj priči iz zbirke Close Range: Wyoming Stories.